# Дзаферана Етнеа
Дзафера̀на Етнѐа (на италиански: Zafferana Etnea, на сицилиански Zafarana, Дзафарана) е град и община в Южна Италия, провинция Катания, автономен регион и остров Сицилия. Разположен е на 574 m надморска височина. Населението на общината е 9450 души (към 2012 г.).
В общинската територия се намира част от вулкана Етна. Главният център на общината се намира в подножието на планината.